# بنپلند (دهانه)
بنپلند یک دهانه برخوردی در ماه است.

## دهانه‌های اقماری
این دهانه ۱۰ دهانه اقماری دارد.
| Bonpland | عرض جغرافیایی | طول جغرافیایی | قطر         |
| -------- | ------------- | ------------- | ----------- |
| C        | ۱۰٫۲° S       | ۱۷٫۴° W       | ۴٫۰ کیلومتر |
| D        | ۱۰٫۱° S       | ۱۸٫۲° W       | ۶٫۰ کیلومتر |
| G        | ۱۱٫۶° S       | ۱۸٫۸° W       | ۴٫۰ کیلومتر |
| F        | ۷٫۳° S        | ۱۹٫۳° W       | ۴٫۰ کیلومتر |
| H        | ۱۱٫۴° S       | ۱۹٫۹° W       | ۴٫۰ کیلومتر |
| J        | ۱۱٫۴° S       | ۲۰٫۴° W       | ۳٫۰ کیلومتر |
| L        | ۷٫۵° S        | ۲۱٫۲° W       | ۳٫۰ کیلومتر |
| N        | ۹٫۴° S        | ۲۱٫۴° W       | ۳٫۰ کیلومتر |
| P        | ۱۰٫۹° S       | ۲۱٫۵° W       | ۱٫۰ کیلومتر |
| R        | ۱۰٫۷° S       | ۱۸٫۶° W       | ۳٫۰ کیلومتر |